# Васильчишин Едуард Миколайович
Едуард Миколайович Васильчишин (нар. 14 липня 1938, місто Запоріжжя, тепер Запорізької області) — український радянський діяч, сталевар Запорізького заводу «Дніпроспецсталь». Депутат Верховної Ради УРСР 9-го скликання.

## Біографія
З 1956 р. — підручний сталевара, сталевар Запорізького заводу.
У 1959 — 1962 р. — служба в Радянській армії.
З 1962 р. — сталевар Запорізького електрометалургійного заводу «Дніпроспецсталь».
Член КПРС з 1967 року. Освіта вища.
Потім — на пенсії у місті Запоріжжі.

## Нагороди
- ордени
- медалі
- заслужений металург Української РСР.